# Лаутергофен
Лаутергофен (нім. Lauterhofen) — громада в Німеччині, розташована в землі Баварія. Підпорядковується адміністративному округу Верхній Пфальц. Входить до складу району Ноймаркт.
Площа — 78,55 км2. Населення становить 3748 ос. (станом на 31 грудня 2020).